# Cathédrale de Bissau
La Cathédrale de Bissau, dite Sé Catedral de Nossa Senhora da Candelária (Cathédrale Notre-Dame de la Candelaria), est la cathédrale chrétienne de Bissau, capitale de la Guinée-Bissau.
L'actuel monument est considéré comme le lieu le plus représentatif du catholicisme en Guinée-Bissau, étant placé sous le diocèse (en) de cette dernière depuis l'indépendance du pays vis-à-vis du Portugal.
La langue de rigueur dans l'église est le portugais, langue officielle de la Guinée-Bissau.
Ce bâtiment carré est de style néo-roman, mais moderne. 
L'actuelle cathédrale fut construite sur l'emplacement d'une ancienne église de style architectural médiéval datant de 1935 par les architectes João Simões et Galhardo Zilhão. La construction débuta en 1945 fut achevée en 1950. 
Des rénovations demandées a posteriori furent confiées à l'architecte Lucinio Cruz.
La cathédrale fut visitée le 27 janvier 1990 par le pape Jean-Paul II, et un discours mémorable fut prononcé par Settimio Ferrazzetta dans lequel il dénonça la violence dans le pays. Cet homme a aujourd'hui sa tombe dans la cathédrale, enterré à sa mort l'année suivante.